# Chūzenji-See
Der Chūzenji-See (jap. 中禅寺湖, Chūzenji-ko) ist ein malerischer See im Nikkō-Nationalpark auf dem Gebiet der Stadt Nikkō in der Präfektur Tochigi in Japan. Er ist nach dem Tempel benannt, der an seinem Südostufer liegt.

## Übersicht
Der See entstand vor 20.000 Jahren, als der Vulkan Nantai ausbrach und den Fluss Daiyagawa blockierte.
Er hat eine Fläche von 11,9 km² und einen Umfang von 22 km. Seine Oberfläche liegt auf 1.269 m, das Wasser ist bis zu 163 m tief, friert daher im Winter nicht zu. Der Fluss Yukawa (mit den Ryūzu-Fällen) ist der wichtigste Zulauf. Der See entwässert über die Kegon-Fälle in den auch Daiya genannten Ōshiri. Der Abfluss wird über das Chūzenji-Stauwehr (japanisch 中禅寺ダム) kontrolliert.

## Wissenswertes
Während der Tokioter Prozesse nutzten die beiden Richter Erima Harvey Northcroft und William Donald Patrick den See als Rückzugsort an Wochenenden.